# جزیره لیسیانسکی
جزیره لیسیانسکی (به انگلیسی: Lisianski Island) یک جزیره در ایالات متحده آمریکا است که در اقیانوس آرام واقع شده‌است.